# Newport Beach
Newport Beach – miasto w Stanach Zjednoczonych, w Kalifornii, w hrabstwie Orange, położone nad Oceanem Spokojnym. Należy do obszaru metropolitalnego Los Angeles. W 2018 roku razem z Yorba Linda zostały uznane za najbardziej konserwatywne miasta w Kalifornii.
Rozgrywa tam się m.in. akcja serialu The O.C. (Orange County) emitowanego w Polsce przez stację TVN, a także częściowo powieści Fałszywa Pamięć amerykańskiego pisarza Deana Koontza.
W Newport Beach zmarła 8 kwietnia 1909 r. Helena Modrzejewska (wł. Jadwiga Helena Misel), polska aktorka teatralna.

## Urodzeni w Newport Beach
- Leo Howard – aktor
- Ashley Kratzer – tenisistka
- Ted McGinley – aktor
- Bruce Penhall – żużlowiec

## Miasta partnerskie
- Antibes, Francja
- Ensenada, Meksyk
- Okazaki, Japonia